# Max Eckert-Greifendorff
Friedrich Eduard Max Eckert-Greifendorff (10. dubna 1868 Saská Kamenice – 26. prosince 1938 Cáchy) byl německý geograf, kartograf a učitel, narozený v Sasku. Je považován za jednoho ze zakladatelů moderní kartografie. Zabýval se problematikou rozlišovacích schopností čtenářů map a tím, jak různě se čtenáři dokáží v mapě orientovat. Na základě svých zkoumání vytvořil pravidla pro vytváření map a také zásady kartografického vnímání.

## Život
Max Eckert se narodil ve městě Saská Kamenice. Později se však přestěhoval a začal studovat geografii a ekonomii v Lipsku. Doktorát obdržel v roce 1895 s disertační prací Das Kartenproblem. Od roku 1900 pracoval jako lektor a mezi léty 1907 a 1937 působil jako profesor kartografie a ekonomické geografie. Jeho nejznámějším dílem je Kartografická věda (v originále německy Die Kartenwissenschaft: Forschungen und Grundlagen zu einer Kartographie als Wissenschaft). Toto dílo je v kartografii považováno za důležitý mezník. Eckert je také znám pro jeho šest mapových zobrazení, která značně obohatila možnosti pro tvorbu map.

## Práce v oboru kartografie
Max Eckert výrazně přispěl oboru kartografie novými idejemi o vnímání a chápání světa a s tím spojenou tvorbou map. Zkoumal tvorby map a stejně tak i analýzy v jejich podstatě, složení a možnostech k využití. Je také dobře znám pro svá mapová zobrazení.
Max Eckert roku 1906 sestrojil šest různých zobrazení, která jsou si navzájem podobná a jen nepatrně se od sebe liší. Všech 6 zobrazení patří k tzv. nepravým válcovým (pseudocylindrickým) zobrazením.
- Eckert I – Má rovnoměrně rozestavěny rovnoběžky. Není ani plochojevné ani úhlojevné. Jedná se o vyrovnávací (přímkové) zobrazení.[7]

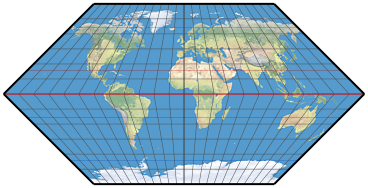
Eckert I
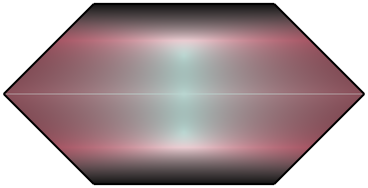
Eckert I – míra zkreslení

- Eckert II – Je to zobrazení plochojevné (přímkové). Plocha šestiúhelníku je rovna ploše Země.

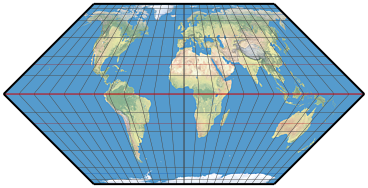
Eckert II
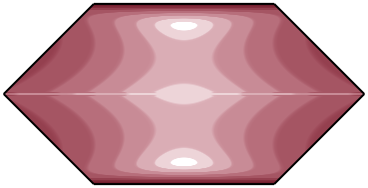
Eckert II – míra zkreslení

- Eckert III – Rovnoměrně rozestavěny rovnoběžky. Jedná se o zobrazení vyrovnávací (eliptické).

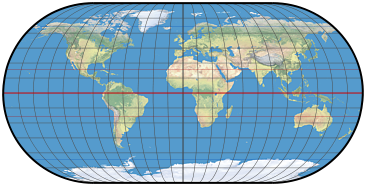
Eckert III
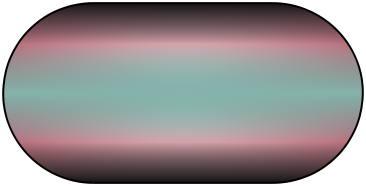
Eckert III – míra zkreslení

- Eckert IV – Řadí se mezi plochojevné (eliptické). Je to nejpoužívanější zobrazení při tvorbě map světa v mnoha atlasech, učebnicích nebo mapových listech.

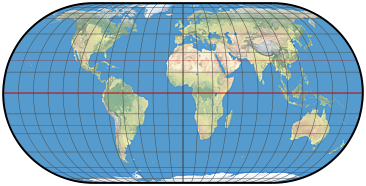
Eckert IV
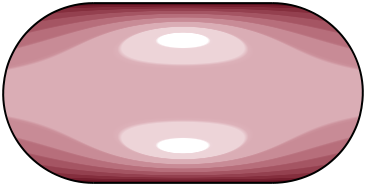
Eckert IV – míra zkreslení

- Eckert V – Není ani plochojevné ani úhlojevné. Délka pólů je rovna polovině délky rovníku. Jedná se o zobrazení vyrovnávací (sinusoidální).

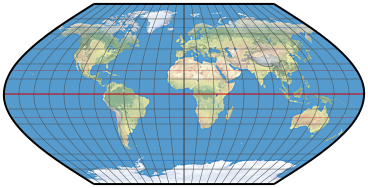
Eckert V
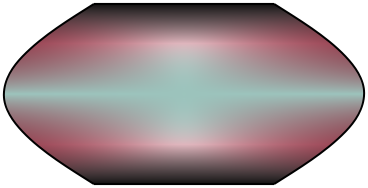
Eckert V – míra zkreslení

- Eckert VI – Plochojevné zobrazení (sinusoidální).

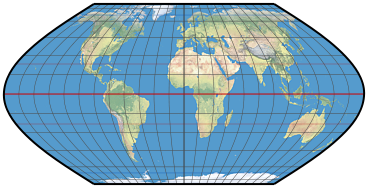
Eckert VI
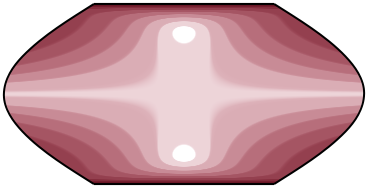
Eckert VI – míra zkreslení